# Bötåberget
Bötåberget este o arie protejată (arie specială de conservare — SAC, sit de importanță comunitară — SCI) din Suedia întinsă pe o suprafață de 59,2 ha, integral pe uscat.

## Localizare
Centrul sitului Bötåberget este situat la coordonatele 60°44′57″N 13°56′56″E / 60.7491°N 13.9488°E.

## Înființare
Situl Bötåberget a fost declarat sit de importanță comunitară în mai 2001 pentru a proteja 1 specie de plante. Situl a fost protejat și ca arie specială de conservare în martie 2011.

## Biodiversitate
Situată în ecoregiunea boreală, aria protejată conține 2 habitate naturale: Taiga vestică, Mlaștini împădurite.
La baza desemnării sitului se află o specie protejată de  plante: Herzogiella turfacea.